# Lutjaŭka
Lutjaŭka (vitryska: Лучаўка) är ett vattendrag i Belarus.   Det ligger i voblasten Vitsebsks voblast, i den norra delen av landet, 160 km norr om huvudstaden Minsk.
Trakten runt Lutjaŭka består till största delen av jordbruksmark. Runt Lutjaŭka är det ganska glesbefolkat, med 22 invånare per kvadratkilometer.